# Basso Bikes
Basso Bikes è un marchio italiano che produce e commercializza biciclette da corsa fondato nel 1977 da Alcide Basso, fratello del campione del mondo Marino Basso. La sede principale è situata a San Zenone degli Ezzelini, in provincia di Treviso, mentre il reparto produttivo è situato a Dueville, in provincia di Vicenza.

## Storia
Alcide Basso inizia la sua attività imprenditoriale nel 1974, all'interno del suo garage di casa, a Rettorgole di Caldogno, piccolo comune veneto. Il marchio nasce ufficialmente nel 1977 per la realizzazione di una bicicletta su misura che fu anche la prima bici da corsa marchiata Basso.
Durante il biennio 1978-1979 avviene l'ingresso nel mercato delle biciclette da competizione e nel mercato internazionale: la Germania diventa il primo grande mercato e grossi importatori come Brügelmann e Stier decisero di ordinare grossi quantitativi di telai.
Nel 1979, Eddy Merckx visita gli stabilimenti in vista di sviluppare un proprio marchio di biciclette da corsa. Vengono introdotte innovazioni sui materiali con l'uso di un tipo di acciaio di derivazione automobilistica, più resistente alla ruggine per poi passare all'uso del carbonio. Il primo telaio in carbonio fu inviato all'università austriaca di Graz e fu oggetto di studio sulle forze di torsione e flessione dei telai in carbonio. Ad inizio degli anni novanta, le biciclette da competizione vengono usate ai massimi livelli, tra gli altri da Dimitri Konishev, Gilberto Simoni, Massimo Strazzer ed Endrio Leoni in maglia Jolly Componibili.

## Assetto societario e commerciale
Il marchio Basso Bikes è proprietà del gruppo Stardue, società che comprende anche il marchio di mountain bike Lee Cougan e accessori Microtech, sempre di proprietà della famiglia Basso. 
A livello commerciale, il marchio è presente in oltre 25 paesi e conta una rete di oltre 400 rivenditori.